# بژژنگتسا لشنا
بژژنگتسا لشنا (به لهستانی:  Brzeźnica Leśna) یک روستا در لهستان است که در گمینا نگچویادا واقع شده‌است.